# Tunnel del Somport

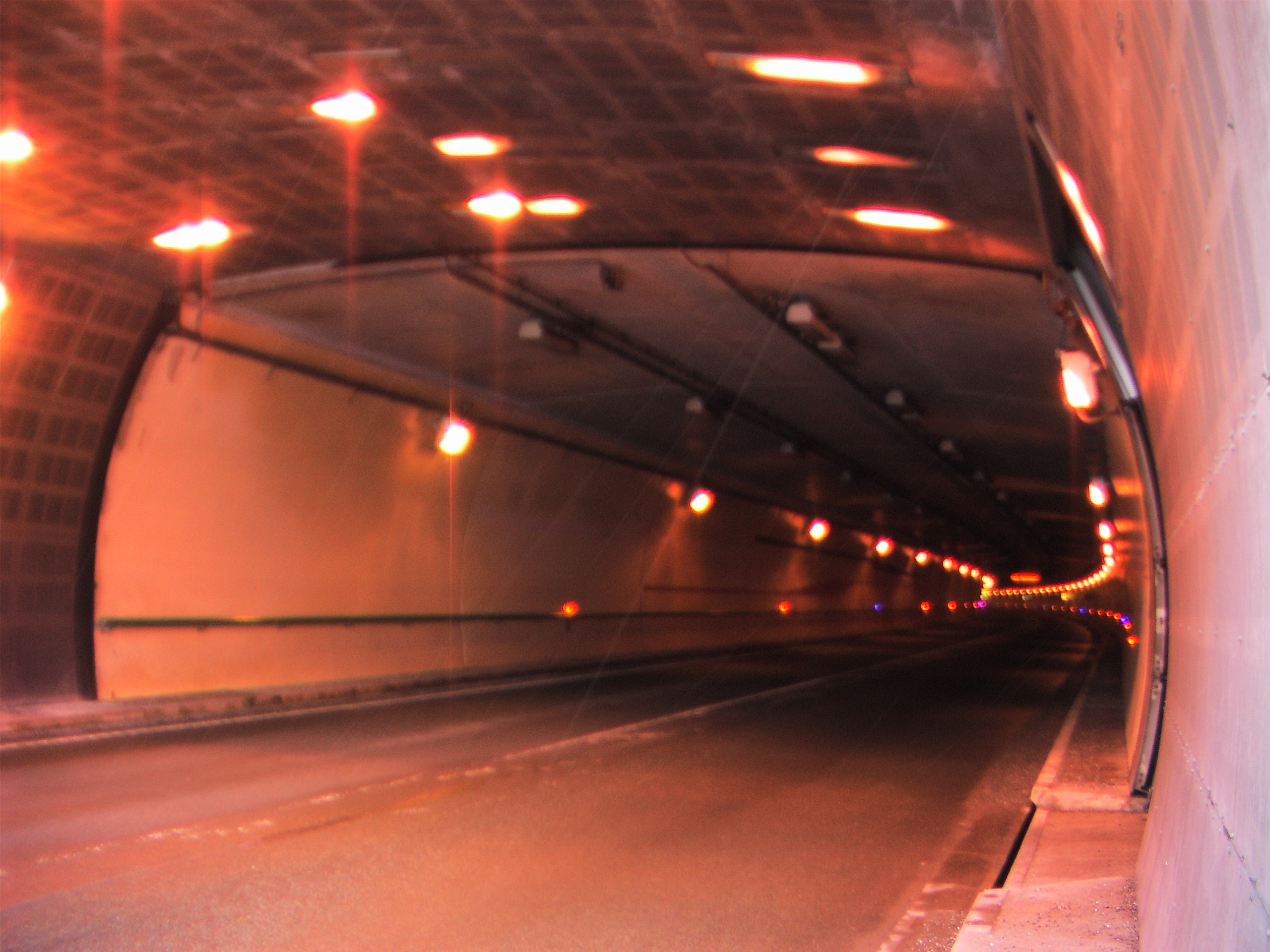
L'interno del tunnel

Il tunnel del Somport è una galleria stradale che collega la Francia e la Spagna ad ovest della catena montuosa dei Pirenei. Si tratta di un tunnel ad un solo tubo con traffico bidirezionale, della lunghezza di 8.602 m. La velocità massima consentita è di 80 km/h. Costituisce il collegamento tra la strada nazionale francese N 134 e la strada nazionale spagnola N-330 e fa parte della strada europea E07 Pau - Saragozza.
Il vecchio tracciato valica i Pirenei al passo del Somport a 1632 metri di altitudine e, specialmente in inverno, la sicurezza stradale e la viabilità non erano sempre garantite. Inoltre, la strada attraversa il Parco nazionale dei Pirenei. La galleria, situata a 1150 m s.l.m., ha permesso di risolvere questi problemi. 
L'accesso in territorio francese si trova nel comune di Urdos, nella val d'Aspe. Lo sbocco in terra spagnola è localizzato invece poco a sud di Canfranc. Il tracciato del tunnel segue quello della vecchia galleria ferroviaria preesistente. La ferrovia, che collegava Pau con Canfranc non è più utilizzata a seguito del crollo di un ponte che non fu più ricostruito poiché la tratta venne considerata troppo poco remunerativa.

## Costruzione
Il 25 aprile 1991 avvenne la firma della convenzione franco-spagnola per la costruzione di quest'opera. I lavori furono dichiarati di pubblica utilità da un decreto del Consiglio di Stato francese il 18 ottobre 1993 ed il cantiere partì nel 1994. Nel 1999 restavano da fare solo piccoli interventi in modo che l'apertura potesse avvenire all'inizio del 2001.
Questa previsione venne poi rimessa in discussione dopo i catastrofici incendi del traforo del Monte Bianco e del Tauern. Questi incidenti portarono ad un riesame capillare di tutte le misure di sicurezza presenti nelle gallerie nazionali francesi. Al tunnel del Somport vennero quindi aggiunte alcune misure supplementari, in particolare la creazione di collegamenti tra la galleria stradale e quella ferroviaria come vie di fuga per i pedoni e per permettere l'accesso alla galleria da parte dei soccorritori in caso l'accesso ordinario fosse bloccato.
La galleria venne ufficialmente inaugurata il 17 gennaio 2003.
Il finanziamento dell'opera venne suddiviso tra la Francia e la Spagna, in base al principio di territorialità. I costi totali dell'opera, ammontanti a 255 milioni di euro, furono assunti per 160 milioni dalla Spagna e 94 milioni dalla Francia.

## Caratteristiche tecniche
La lunghezza della galleria è di 8.602 m, dei quali 2.848 m in Francia e 5.754 m in Spagna. È una galleria monotubo con traffico bidirezionale.
La larghezza utile è di 9 m, e comprende due corsie di 3,50 m, separate da una striscia di 1 m, e 2 strisce laterali di 0,50 m.
Gli impianti di sicurezza comprendono tra l'altro:
- 19 rifugi pressurizzati, alla distanza di circa 400 m. Sono collegati a delle gallerie di sicurezza, 17 delle quali portano al traforo ferroviario mentre 2 sul lato spagnolo sboccano direttamente all'esterno.
- Nicchie equipaggiate di telefoni d'emergenza ed estintori ogni 200 m.
- 9 caverne che in caso di emergenza permettono ai gestori di invertire il senso di marcia dei veicoli.
- 3 centrali di ventilazione, delle quali 2 situate ai portali e una sotterranea. La centrale di ventilazione sotterranea è collegata ad un camino verticale di 213 m, ed al tunnel stradale tramite una galleria di 555 m.
- Centri di controllo e di soccorso sui due lati.
- Alimentazione elettrica ridondante con 2 linee indipendenti sia sul lato francese che sul lato spagnolo.
- Illuminazione sui due lati
- Ventilazione di tipo semi-trasversale reversibile, con 14 ventilatori con una potenza totale di 2900 kW ripartiti nelle 3 centrali di ventilazione. Una clappa per l'aspirazione dei fumi ogni 100 m.
- Acquedotto attraverso tutta la galleria, con un idrante ogni 200 m.
- Telecamere ogni 100 m con detezione automatica degli incidenti.
- Cavo radiante per la comunicazione tra i servizi d'intervento dei due paesi e per la diffusione dei programmi radio e di comunicati per gli utenti.
- Rilevatori di CO, opacimetri e anemometri.
- Cavo rilevatore di incendio.
- Pannelli di segnalazione a messaggi variabili.

## Traffico
Il transito attraverso il tunnel è gratuito.
I veicoli con merci pericolose vengono suddivisi in due gruppi secondo la natura dei prodotti trasportati:
- I trasporti del gruppo verde comprendono prodotti poco sensibili al rischio d'esplosione e non tossici. Devono essere segnalati con un "girofaro" arancio durante il transito. Durante il loro transito, viene bloccato il transito di autobus con passeggeri.
- I trasporti del gruppo rosso comprendono prodotti a rischio d'incendio con effetto di soffio o esplosione importante. Devono circolare in convogli comprendenti al massimo 5 veicoli, e accompagnati da un veicolo del gestore del tunnel. Durante il loro transito, il traffico viene bloccato a tutti gli altri veicoli.